# 11714 Mikebrown
11714 Mikebrown este o planetă minoră (asteroid), cu un diametru de 4,451 km, din centura de asteroizi. A fost descoperită pe 28 aprilie 1998 la Stația Anderson Mesa de Lowell Observatory Near-Earth-Object Search și a fost numită după Michael E. Brown. 
Obiectul prezintă o orbită caracterizată de o semiaxă mare de 2,6723695 UAi, o excentricitate de 0,26, o înclinație de 2,9989 ° în raport cu ecliptica.